# Parque zoológico metropolitano del Zulia
El Parque Zoológico Metropolitano del Zulia ( o simplemente Zoológico Metropolitano del Zulia, antes llamado también Parque Sur) es un zoológico establecido en el año 1973 que ocupa unas 40 hectáreas de extensión y administrativamente hace parte  del Municipio San Francisco, al sur de la ciudad de Maracaibo, en el norte del Estado Zulia, al oeste del país sudamericano de Venezuela. 

## Historia
Desde el día de su fundación y hasta 1993, estuvo administrado por la Gobernación del Zulia, luego tuvo el apoyo de entidades privadas, como también de Pdvsa y la Fundación Nacional de Parques Zoológicos, el cual fue sección de Instituto de Ciencias Naturales del Estado Zulia.
En 2008 fue traspasado nuevamente a la Gobernación del Zulia y adscrito a la Secretaría de Ambiente, Tierra y Ordenación Territorial, como Fundación Parque Zoológico Metropolitano del Zulia, reconocido con las siglas ZOOMEZ.
El parque ha contado con muchos animales exóticos, entre los cuales nombramos: tigres de bengala, leones africanos, jaguares, pumas, babas, caimanes, monos, arañas, chigüires, osos, rinocerontes, camellos, guacamayos, patos, gansos y muchos más.

El Zoológico enfrenta problemas constantes como la sequía y la falta de recursos.

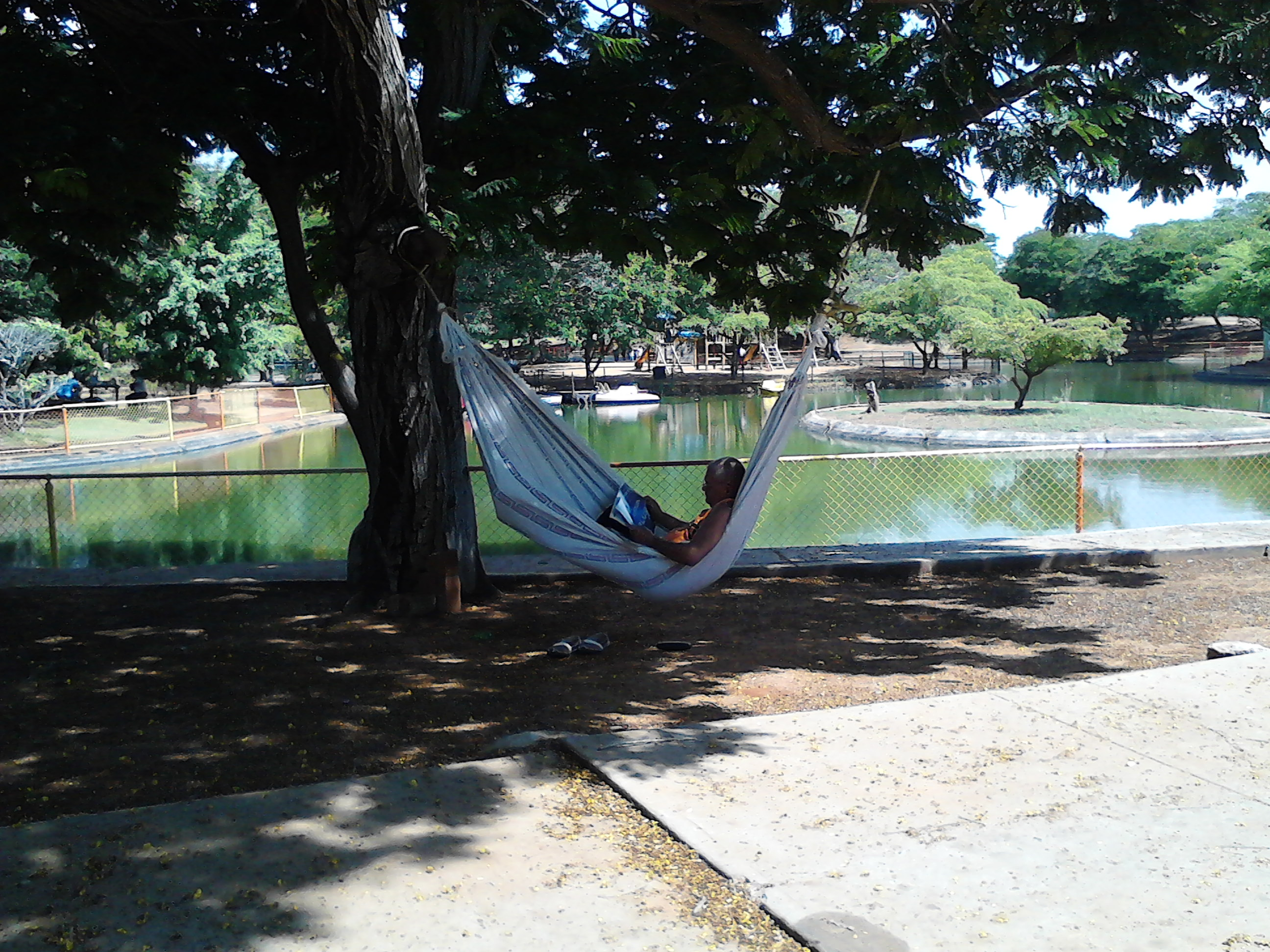
Vista del parque